# Iwan Fiedotow (hokeista)
Iwan Dmitrijewicz Fiedotow, ros. Иван Дмитриевич Федотов (ur. 28 listopada 1996 w Petersburgu) – rosyjski hokeista, reprezentant Rosji, olimpijczyk.

## Kariera
- Rieaktor Niżniekamsk (2013-2016)
- Nieftiechimik Niżniekamsk (2014)
- Toros Nieftiekamsk (2016-2019)
- Saławat Jułajew Ufa (2017, 2019)
- Traktor Czelabińsk (2019-2021)
- Czełmiet Czelabińsk (2019-2020)
- CSKA Moskwa (2021-2022, 2023-)

Karierę rozwijał w Niżniekamsku, grając w zespole Rieaktor w lidze juniorskiej MHL. Przez klub seniorski został wybrany w KHL Junior Draft 2013 z Kristałła Elektrostal. W jego barwach zagrał jeden mecz w KHL. W maju 2016 przeszedł do Saławatu Jułajew Ufa. Występował w tej drużynie w KHL oraz w stowarzyszonym zespole Toros Nieftiekamsk w WHL. W kwietniu 2018 przedłużył w Ufie kontrakt o dwa lata. W maju 2019 przeszedł do Traktora Czelabińsk, gdzie w maju 2019 prolongował umowę o dwa lata. Stamtąd w maju 2021 został przetransferowany do CSKA Moskwa.
8 maja 2022 ogłoszono, że jako wolny agent podpisał roczny kontrakt wstępujący z klubem NHL, Philadelphia Flyers, który siedem lat wcześniej wybrał go w drafcie. Podczas trwającej inwazji Rosji na Ukrainę 1 lipca 2022 został aresztowany na lodowisku w Petersburgu przez rosyjską jednostkę SWAT i skierowany do bazy wojskowej w Siewieromorsku. Rok później, na początku lipca 2023 na stronie KHL poinformowano, że Fiedotow jest związany kontraktem z CSKA Moskwa do 2025.
W barwach reprezentacji Rosyjskiego Komitetu Olimpijskiego uczestniczył w turnieju zimowych igrzysk olimpijskich 2022.

## Sukcesy
Reprezentacyjne
- Srebrny medal zimowych igrzysk olimpijskich: 2022

Klubowe
- Pierwsze miejsce w Konferencji Wschód w sezonie zasadniczym MHL: 2017 z Rieaktorem Niżniekamsk
- Pierwsze miejsce w sezonie zasadniczym MHL: 2017 z Rieaktorem Niżniekamsk
- Finał o Puchar Charłamowa: 2017 z Rieaktorem Niżniekamsk
- Srebrny medal MHL: 2017 z Rieaktorem Niżniekamsk
- Puchar Gagarina – mistrzostwo KHL: 2022 z CSKA Moskwa
- Złoty medal mistrzostw Rosji: 2020, 2022 z CSKA Moskwa

Indywidualne
- MHL (2014/2015):
  - Najlepszy bramkarz miesiąca – listopad 2014
  - Czwarte miejsce w klasyfikacji średniej goli straconych na mecz w sezonie zasadniczym: 1,95[9]
- MHL (2015/2016):
  - Czwarte miejsce w klasyfikacji średniej goli straconych na mecz w fazie play-off: 1,84[10]
- KHL (2019/2020):
  - Najlepszy bramkarz tygodnia – 24 lutego 2020[11]
  - Najlepszy bramkarz miesiąca – luty 2020[12]
- Mistrzostwa Świata w Hokeju na Lodzie 2018/Elita[13]:
  - Pierwsze miejsce w klasyfikacji liczby meczów bez straty gola w turnieju: 2
  - Pierwsze miejsce w klasyfikacji liczby obronionych strzałów w turnieju: 164
- KHL (2021/2022):
  - Czwarte miejsce w klasyfikacji średniej goli straconych na mecz w sezonie zasadniczym: 2,00
  - Najlepszy bramkarz etapu – finały konferencji[14]
  - Pierwsze miejsce w klasyfikacji skuteczności interwencji w fazie play-off: 93,7%
  - Drugie miejsce w klasyfikacji średniej goli straconych na mecz w fazie play-off: 1,85
  - Czwarte miejsce w klasyfikacji meczów bez straty gola w fazie play-off: 1
  - Najlepszy Bramkarz Sezonu[15][16]
  - Złoty Kask (przyznawany sześciu zawodnikom wybranym do składu gwiazd sezonu)** Złoty Kask (przyznawany sześciu zawodnikom wybranym do składu gwiazd sezonu)[15][17]